# Mosaikk – 16 biter
Mosaikk – 16 biter är ett samlingsalbum med Anne Grete Preus, utgivet 1998 av skivbolaget Warner Music Norway. 

## Låtlista
1. "Når himmelen faller ned" (singel) – 3:53
2. "Fryd" (från Lav sol! Høy himmel) – 5:40
3. "Millimeter" (från Millimeter) – 5:14
4. "Sommerfuglvinger" (från Og høsten kommer tidsnok) – 4:38
5. "Jeg er en by" (från Lav sol! Høy himmel) – 5:17
6. "Månens elev" (från Millimeter) – 4:13
7. "Blå april" (från Og høsten kommer tidsnok) – 2:42
8. "Ynglingen" (Anne Grete Preus/Jens Bjørneboe, från Fullmåne) – 4:10
9. "Hjertets lys" (från Vrimmel) – 5:02
10. "Stemmene inni" (från Millimeter) – 3:22
11. "Ro meg over" (från Lav sol! Høy himmel) – 4:32
12. "Vise om byen Hiroshima" (Anne Grete Preus/Jens Bjørneboe, från Fullmåne) – 4:21
13. "Har alt" (från Vrimmel) – 3:20
14. "Besøk" (Anne Grete Preus/Jens Bjørneboe, från Fullmåne) – 4:30
15. "Ønske" (från Og høsten kommer tidsnok) – 5:39
16. "Himmel og plen" (tidl. outgiven) – 4:36

- Alla låtar skrivna av Anne Grete Preus där inget annat anges.